# Nechworoszcz (obwód żytomierski)
Nechworoszcz (ukr. Нехворощ) – wieś na Ukrainie, w obwodzie żytomierskim, w rejonie berdyczowskim, w hromadzie Andruszówka. W 2023 roku liczyła 1046 mieszkańców

## Nazwa
Wg Słownika geograficznego określana także jako: Niechworoszcz, Niechoroszcza, Chworosznia.

## Historia
W 1483 roku zniszczona wraz z innymi okolicznymi miejscowościami podczas najazdu Tatarów pod dowództwem chana Mengli Gireja. W 1555 roku król nadał miejscowość w lenno Aleksandrowi Kotłubajowi. W 1575 roku kupił ją Jacek Werbowiecki, który wystawił pierwszą drewnianą fortyfikację na wzgórzu nad rzeką. W 1586 roku sprzedał Nechworoszcz Wasylowi Kozarewskiemu. W lustracji z 1616 roku wzmiankowany jest zniszczony zameczek. Zniszczona ponownie podczas wojen kozackich. W lustracji z 1765 roku wzmiankowany jest zamek na wzgórzu nad rzeczką Pastuchą, otoczony palami i fosą.